# Reut Shemesh
Reut Shemesh (geboren 1982 in Tel Aviv, Israel) ist eine in Köln lebende Tänzerin und Choreografin, deren künstlerischer Schwerpunkt die multimediale Tanzperformance ist, meist in Verbindung mit der Recherche nach den Wurzeln und dem Erbe jüdischer Frauenkultur und -erziehung. Ihre Arbeiten, neben Tanz auch Poesie und experimenteller Film, wurden mehrmals prämiert und erhielten Preise.

## Ausbildung und künstlerische Arbeit
Shemesh studierte zunächst ab 2002 an der Akademie für Musik und Tanz in Jerusalem und anschließend von 2007 bis 2009 an der niederländischen Kunsthochschule ArtEZ. Nach ihrem Abschluss ging sie 2011 als freischaffende Choreografin nach Köln. Dort absolviert sie von 2013 bis 2021 einen Aufbaustudiengang an der Kunsthochschule für Medien. Ihre Arbeiten und Stücke wurden am Düsseldorfer Tanzhaus NRW, in der Hamburger Fabrik Kampnagel, im Jüdischen Museum Berlin, in Zürich, Den Haag, Tel Aviv und New York aufgeführt. Ihre Filme waren auf den Internationalen Kurzfilmtage Oberhausen und der Messe Art Cologne zu sehen. An der Heinrich-Heine-Universität Düsseldorf und der Universität zu Köln lehrte sie Choreografie.

## Projekte und Stücke (Auswahl)
Quelle:
- 2012 Aora: Vier Menschen sind in einem Raum versammelt, der sie nach bestimmten Regeln verbindet. Die Katastrophen menschlicher Beziehungen mit ihren Zerstörungen sind das Thema dieser Performance. Dargestellt wir dies durch extreme Körperbewegungen, ekstatisches Zittern, Verkrampfungen, Keuchen und schwindende Kraft. Die Künstlerin versteht ihr Werk als Metapher für gescheiterte Machtverhältnisse und den Einfluss von Krisen auf die menschlichen Fähigkeiten. Das Stück wurde für den Kölner Tanz- und Theaterpreis 2012 nominiert.
- 2012 Tickle me to tears (Kitzle mich bis ich weine): Ein sadistischer Beziehungstanz, der die Illusion eines Mannes zeigt, der „eine weibliche Stimme“ als Partner hat. Er sieht sie als seinen Avatar und animierte Pornofigur, er liebt und hasst sie. Er will sich befreien und wird sie nicht los. Er leidet Qualen, will sie zum Schweigen bringen, aber sie ahmt seine Qualen nach. Die Performance wurde in Köln und Düsseldorf aufgeführt.
- 2012 Crazy pervert lover: In dieser Choreografie für vier Männer geht es um die „Abgründigkeit determinierter Geschlechterrollen“ und ihre Bloßstellung. Zwischen expressiven, animalischen Tanzbewegungen und sadomasochistischen Fantasien erscheint auch ein zärtlicher Pas de deux.
- 2015 Wildwood Flowers: Das auch in New York aufgeführte Stück ist ein Maskenspiel. Angelehnt an das japanische Kabuki-Theater tragen die Tänzerinnen groteske Masken, die die Zuschauer verspotten, sich in Gesten auf Stammeskämpfe bizarr wirkender Identitäten von Geschlecht, Alter, Rasse und Sexualität vorbereiten. Der archaische Mensch wird in grober und brutaler Weise dargestellt.
- 2015/16 Leviah: Die Arbeit ist Shemeshs persönliche Erinnerung an ihren Militärdienst in Israel. Gezeigt werden Verwundbarkeit, Macht, Konformität, Verlust der Entscheidungsfreiheit und das damit verbundene Trauma, das Soldatinnen als Untergebene in Form von sexueller Belästigung, Verwirrung, Essstörungen und Drogenkonsum erleben. Zu dem Projekt ist auch ein Film erschienen. Leviah ist Shemeshs Diplomarbeit an der Kölner Kunsthochschule für Medien.
- 2017 Gola: Der Begriff Gola bezieht sich auf die persönliche „Diaspora“ von Reut Shemesh. Das Stück handelt von „nationalen Zeremonien“, die beispielsweise den Stolz eines Landes wiedergeben. Die Choreografie umfasst teilweise zwanghafte Elemente wie Fahnenschwingen, Marschieren, stehende Formationen, Reden und Hymnen. Die dahinter stehende staatliche Ideologie und das damit verbundene kollektive Handeln wird kritisch betrachtet. Aufführungen unter anderem beim Düsseldorfer Asphalt Festival.
- 2019 Atara – For you, who has not yet found the one: In dieser Choreografie mit Projektionen befasst sich Reut Shemesh mit den Weltbildern Klischees säkularer jüdischen Frauen und denjenigen, die nach einem orthodoxen Glauben leben. Beide stellen Fragen nach Weiblichkeit, Sexualität und ihrem Platz in Familie und Gesellschaft. Dabei verarbeitet die Künstlerin die eigene Vita, denn sie selbst stammt aus einer gemischt orthodoxen und säkularen Familie. Das Stück zeigt also einen Dialog der unterschiedlichen Weltanschauungen. Aufführungen gab es in Köln, Hamburg, Jerusalem und Singapur.[5][6]
- 2018 bis 2021 Cobra blonde Witness: Ein Recherche-Projekt, das versucht, in einem Vergleich zwischen dem deutschen Gardetanz, wie er im Karneval des Rheinlandes praktiziert wird, und dem modernen Tanz die Rollen der agierenden Frauen zu ergründen. Im Gardetanz als Gruppe, im Modern Dance als Individuum. Es wurde im Tanzhaus NRW, Düsseldorf aufgeführt.

Für das Stück Leviah wurde sie am 5. Dezember 2016 mit dem „Kölner Tanztheaterpreis“ der TÜV Rheinland Stiftung ausgezeichnet.

## Rezensionen zum StückAtara(Auswahl)
- Zu diesem Stück erschien im Deutschlandfunk eine positive Rezension, in der dieser Satz von Elisabeth Nehring das Stück charakterisiert: „Die Tradition scheinen diese Tänzerinnen im Griff zu haben; eine Befreiung findet nur ganz subtil statt, etwa wenn der strenge, leicht entrückte Blick einer Tänzerin auf einmal ganz weich, fast sinnlich wird.“[7]
- In der Westdeutschen Zeitung erschien am 16. Mai 2019 ebenfalls eine positive Besprechung, in der Christian Oscar Gazsi Laki schreibt, es handele sich um „ein hochkonzentriertes Kabinettstück, das sich um die Lebenswirklichkeit von orthodoxen jüdischen Frauen dreht, aber zugleich um das Ausbrechen, Bestätigen, In-Frage-Stellen oder auch Reflektieren von Normen, Regeln und Emotionen, die mit Rahmenbedingungen dieser Lebensweise assoziierbar sind.“[8]
- Auch in der Schweiz, in Steckborn, wurde das Stück im Dezember 2020 im Rahmen der Schweizer Veranstaltungsreihe TanzPlan Ost aufgeführt, allerdings coronabedingt nur vor kleinem Publikum. Für das St. Galler Tagblatt schrieb Margrith Pfister-Kübler: „Gegeneinanderspielen der Charaktere, gänzlich unverhoffte Nuancen aufzuspüren, wo man schon alles zu wissen glaubte.“[9]